# Fleuve
Fleuve (deutsch Fluss) ist ein Album des Pierre Favre Ensembles, das im Oktober 2005 im Volkshaus Basel aufgenommen und 2006 bei ECM veröffentlicht wurde.

## Das Album
Der Schlagzeuger, Perkussionist, Komponist und Arrangeur Pierre Favre kehrte nach Produktionen in den 1990er Jahren wie De la nuit... le jour und Window Steps nach rund zehn Jahren zum Münchner ECM-Label zurück. In seinem Ensemble spielten im Tieftonbereich zwei Bassisten, Bänz Oester (Kontrabass) und Wolfgang Zwiauer (Bassgitarre), dazu der Tuba- und Serpent-Spieler Michel Godard. Die Instrumente in den mittleren und hohen Tonlagen spielen der Gitarrist Philipp Schaufelberger, Sopransaxophonist und Bassklarinettist Frank Kroll und die Harfenistin Hélène Breschand.
Die Musik, die Favre „für sein ungewöhnlich besetztes Ensemble schrieb, entwickelte sich aus den Klangfarben, ‚dem Puls und Atem‘ seines Perkussionsspiels heraus;“ es enthält auch ein paar Stücke, die er ursprünglich für das musikalische Drama Ciel d’Orphée komponiert hat. Während Michel Godards Serpent „der Musik stellenweise ein archaisches Flavour verleiht, verschafft ihr Hélène Breschands Harfe andererseits einen Hauch von Renaissance. Manchmal erinnert die Musik - trotz des freien kontrapunktischen Spiels - an den Jazz längst vergangener Tage, doch im Grunde ist sie stets zeitgenössisch,“ schrieb der Kritiker des JazzEcho.
Der erste Titel Mort d’Eurydice hat einen frei gespielten Teil mit Harfe und Perkussion, gefolgt vom Hauptteil, in dem das Thema unisono von Sopransaxophon, Bass, Gitarre und Harfe gespielt wird. Mort d’Eurydice und Decors, die an Renaissancemusik erinnern, sind stark rhythmisch geprägt, wie auch der Walzer Panama. Budd Koppman nennt vier Wesenszüge der leichten Musiktextur: die Arrangements, die Gebrauch des Unisono-Spiels verschiedener Instrumente, die Tieftöner-Instrumente, die generell in ihren höheren Registern spielen und letztlich den Anschlag der Bassisten. Das getragene Albatros ist vom Gitarrenspiel Schaufenbergers geprägt, während Reflet Sud von schnellen Rhythmen dominiert ist. Nile ist von einer Basstrommel geprägt, zu der die anderen Instrumente spielen; Nile „versprüht Arpeggio-Wellen und das majestätische Fließen eines Stroms, während Decors Spannungen durch kontinuierliche Verschiebungen zwischen Renaissance-Tanz[musik] und afrikanischen Polyrhythmen schafft.“
Der Filmemacher Pio Corradi begleitete die Musiker des Favre-Ensembles bei ihrer Aufnahmesession im Tonstudio unter Leitung des Produzenten Manfred Eicher, dokumentiert in dem Film Poetry in Motion – Der Schlagzeuger Pierre Favre.

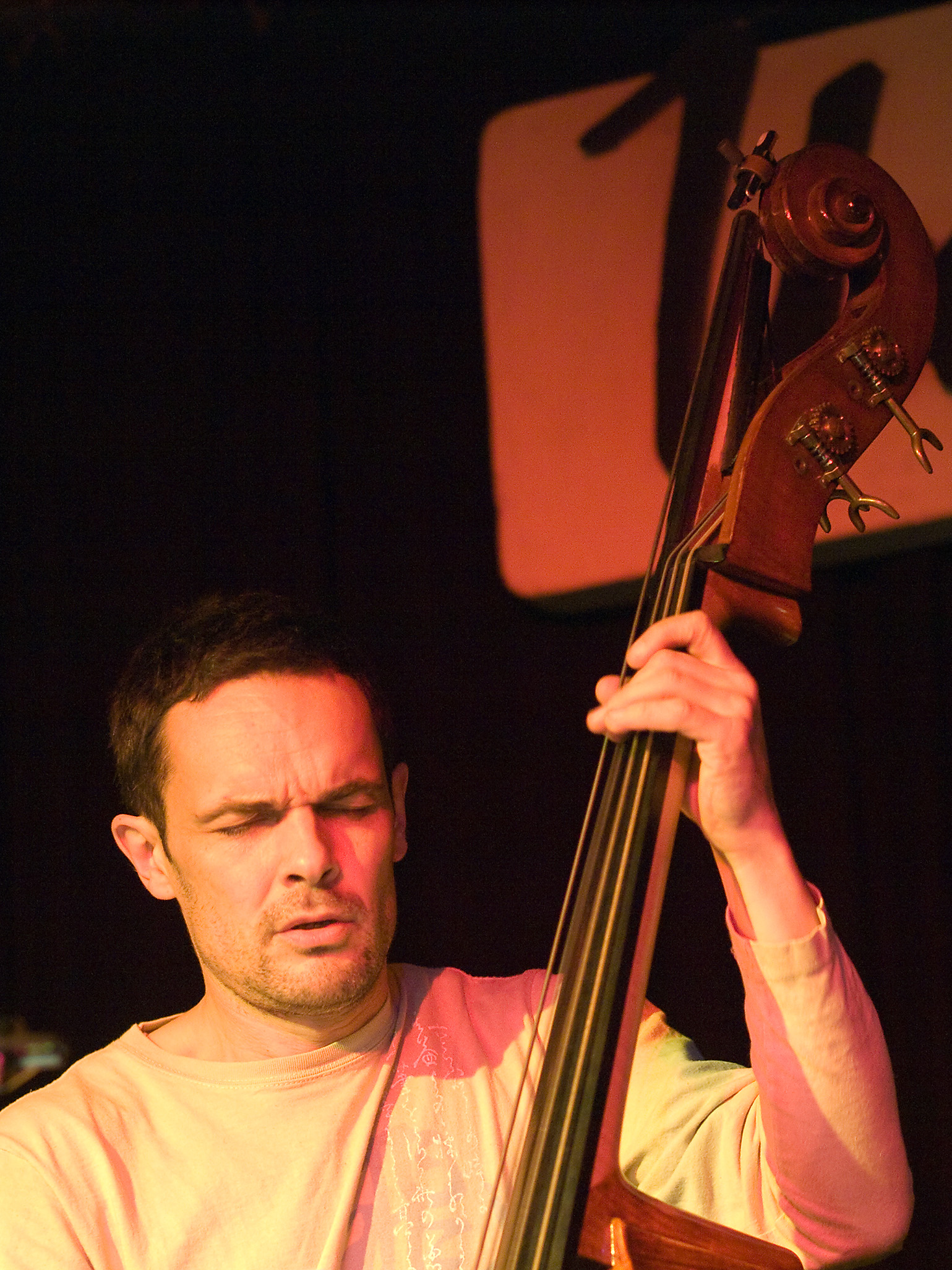
Bänz Oester im Jazzclub Unterfahrt (München 2009)

## Titelliste
- Pierre Favre Ensemble: Fleuve (ECM 1977)
  1. Mort d’Eurydice 5:33
  2. Panama 6:35
  3. Albatros 7:57
  4. Reflet Sud 6:03
  5. Fire Red - Gas Blue - Ghost Green 7:55
  6. Nile 8:24
  7. Decors 7:30

Alle Kompositionen stammen von Pierre Favre.

## Rezeption des Albums
Fleuve wurde in der Fachpresse wohlwollend aufgenommen; „This is a gratifying listen“ (BBC), „Subtle, with lovely dynamics and beautifully balanced colours, ultimately it burns with more light than heat“ (Irish Times), „[Favre] ist ein Poet, der mit Trommeln, Becken, Gongs feingliedrige Klanggedichte zaubert“ (Jazzthetik), „fernab jeglicher Hektik entwickeln sich sieben filigrane Stücke mit magischen Melodien und Rhythmen.“ (Audio), „Diese Poesie ist nicht gemütlich, sondern scharf. Über all den tiefen Sounds weht ein zauberischer Atem.“ (Peter Rüedi, Weltwoche)
Thom Jurek vergab an das Album in Allmusic 3½ Sterne und urteilte:

“Fleuve is an album of gorgeous, flowing textures and sound colors that seduce the listener toward them, bringing them slowly along through the recording. The space in Manfred Eicher’s production encourages this, providing an unhurried sense of time’s stasis and making the recording all the more appealing. Beautiful.”

Budd Kopman schrieb in All About Jazz enthusiastisch:

“It is fascinating to listen to the music unfold, observing the tension between composition, arrangement and improvisation, while the texture remains light as the instrumentation changes. […] Fleuve is timeless, despite its allusions, with each track adding its own charm and excitement. Favre has created music of many layers that exists totally outside of any specific genre. By turns profound, exciting and overtly beautiful, Fleuve is art of the highest degree.”

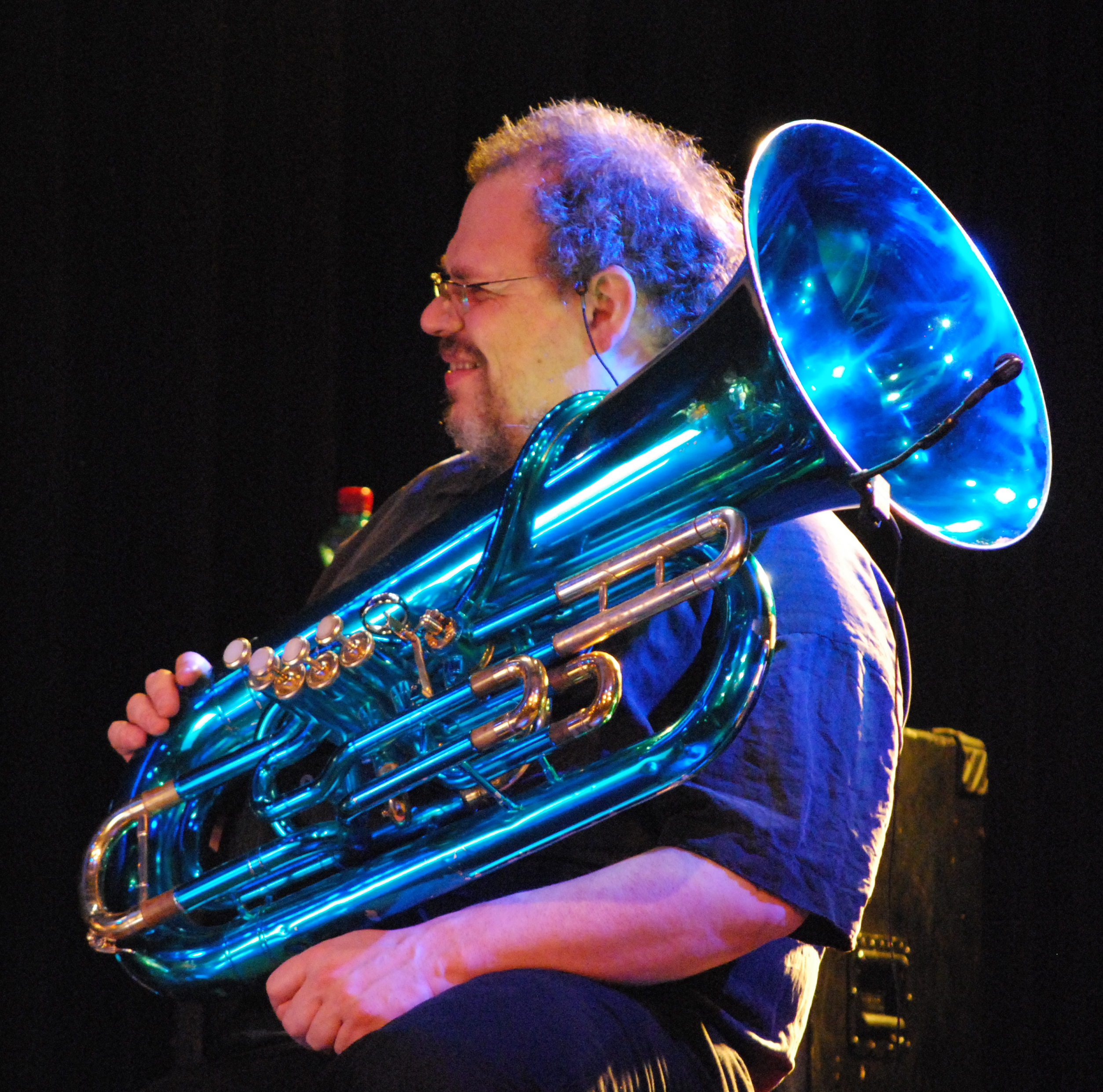
Tubist Michel Godard bei einem Konzert im Treibhaus Innsbruck, 2009

Steve Futterman meinte in JazzTimes:

„Favre formt Fleuve rigoros in Kaleidoskop überraschender musikalischer Farben. Nun, wirklich überraschend. Während die einfallsreichen Kombinationen aus elektrischem und akustischem Bass, Harfe, E-Gitarre, Bassklarinette, Tuba, Perkussion […] das Projekt kennzeichnen, bringt der Einsatz des Sopransaxophons (gespielt vom Könner Frank Kroll, der auf der Bassklarinette glänzt) den schrulligen Gruppensound wieder zurück in übermäßig vertrautes ECM-Territorium. Vielleicht eine kleinliche Klage, aber Favre führt meisterliche Fähigkeiten im Arrangieren vor, wobei allerdings kleine Fehlgriffe die Landschaft verschandeln. Ist indes Favre zugegen, ist alles vergeben. […] Favres eigenes minuziöses Spiel und sein selbstloses Festhalten am Gleichgewicht des großen Ganzen macht den Schlagzeuger zum Dreh- und Angelpunkt des Albums […].“

Der Kritiker der Jazzzeitung schränkt ein:

„Zunächst eröffnet Pierre Favres siebenköpfiges Ensemble einen unerhörten Klangraum. Transparenz, wie man sie vom Produzenten Manfred Eicher kennt. […] Was in betörenden Facetten aus elektrischer Gitarre, Bassgitarre und Kontrabass schillernd anhebt, fließt bald in geordnete melodische und rhythmische Bewegungen ein. Sopransaxophon und Tuba in lyrischen Passagen. Unisono-Linien. Hier und da Andeutungen von verspieltem Renaissance-Zierrat. Ist Pierre Favre, mit Jazz-Besen bestückt, wirklich schon 500 Jahre gediegen? Manchmal wirken die Soli von Schaufelberger und Kroll über mehr bis minder faszinierend changierende Tonalitäten nicht sonderlich inspiriert. Letztlich vermag diese gestrickte, aber durchaus hochkarätige Musik mit Serpent den Hörer in eine vorweihnachtliche Atmosphäre zu tunken, so dass es behaglich duftet.“

Der Kritiker von Culture Jazz meinte, Fleuve gewänne „eher ihre Bedeutung als „Klanginszenierung“, der Schaffung von musikalischen Freiräumen, die entstehen, wenn sich ein Ensemble von sieben Musikern aus verschiedenen Fachbereichen zusammenfindet und man jedem von ihnen eine bestimmte Improvisationsmarge einräumt. Dieser aufgenommene Klang, in seiner selbst gewählten Unterschiedlichkeit trägt dazu bei, diesen Eindruck von unendlichem Raum zu schaffen, typisch für den Stil des Labels ECM.“ […] „Denn diese Schallplatte überrascht durch die spezielle Betonung des Raumes, die Musik fließt klar und durchsichtig, ohne Zwang eines bestimmten Stils oder Gruppe. Ohne Zweifel meditativ, zeitweise fröhlich, stellt sie jedenfalls eine nicht zu unterschätzende Richtung in der modernen Musiklandschaft dar, die noch zu erkunden gilt. Beinahe siebzigjährig, unterzeichnet hier Pierre Favre ein Werk voller Weisheit.“